# Zubra, Pustomîtî
Zubra (în ucraineană Зубра) este localitatea de reședință a comunei Zubra din raionul Pustomîtî, regiunea Liov, Ucraina.

## Demografie
Componența lingvistică a localității Zubra
     Ucraineană (98,72%)
     Alte limbi (0,32%)
Conform recensământului din 2001, majoritatea populației localității Zubra era vorbitoare de ucraineană (98,72%), existând în minoritate și vorbitori de alte limbi.